# 拉扎尔·卡诺

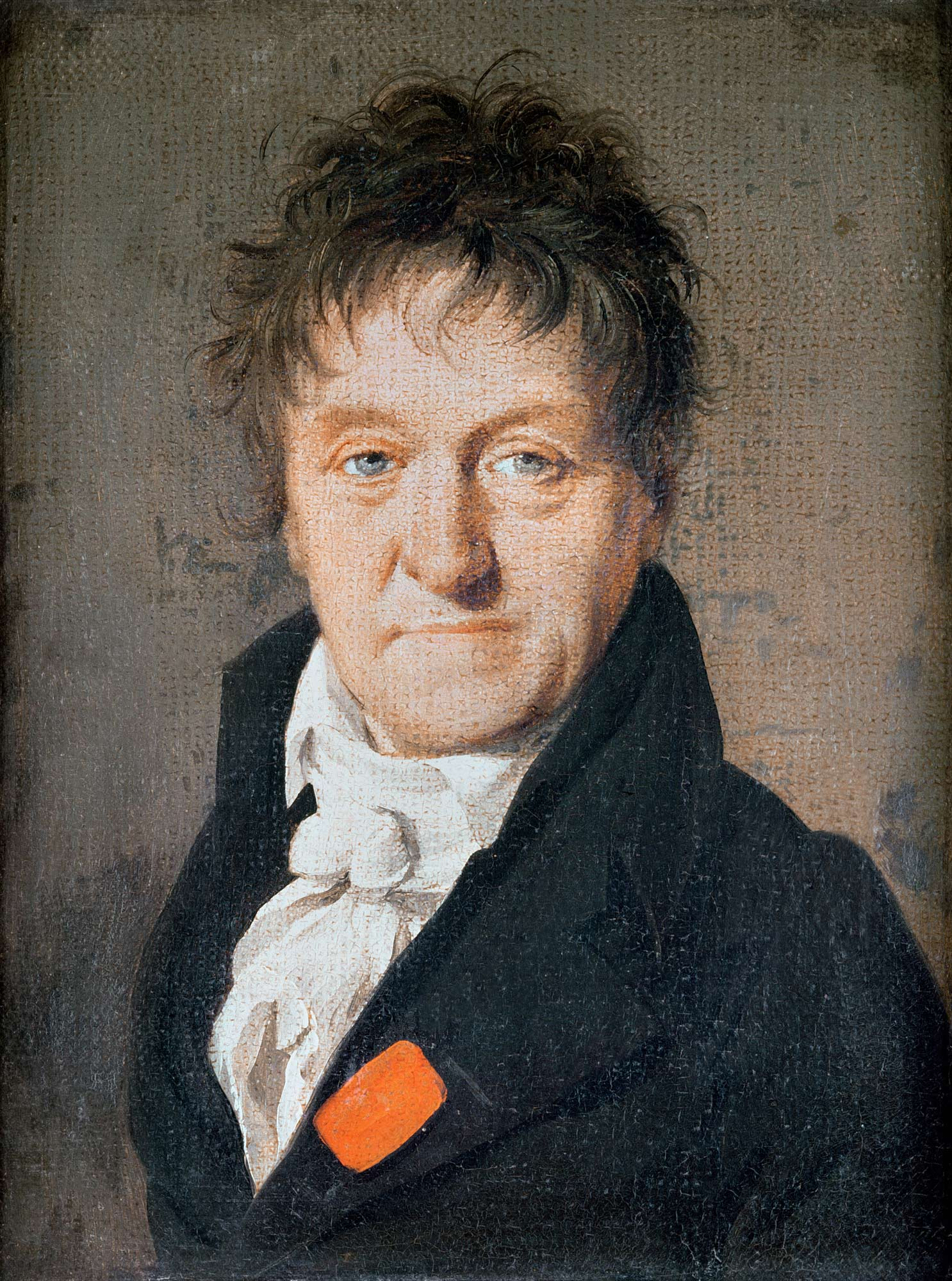
拉扎尔·卡诺

拉扎尔·尼古拉·马格里特·卡诺（法語：Lazare Nicolas Marguerite Carnot，法語發音：[lazaʁ nikɔla maʁɡəʁit kaʁno]；1753年5月13日—1823年8月2日），法国数学家。他在法國大革命戰爭中獲得偉大的名號——「勝利組織者」，是極其優秀而成功的軍備與後勤天才。
卡诺1773年毕业于军事工程学院，当时蒙日在该校任教。1796年被选为巴黎科学院院士。他长期在军队中服役，后来成为拿破仑政权的重要成员，担任过战争部长、内政部长等职，於任內推行各種軍事與公共的改革。1793年法國共和政府推行徵兵法之後，由卡諾一手組訓出來的77萬新軍，開始投入戰場並頻獲捷報，他因此被稱為「組織勝利的人」。之後拿破崙能夠稱霸歐洲，過半原因都要歸功於徵兵制與卡諾的貢獻。
卡诺的研究主要在数学分析和几何学方面。1797年发表了《论无穷小演算的亚物理学》一文，为论证无穷小演算结果的正确性做出了尝试。他对数学分析论据的各种方法，如穷竭法、不可分量法、极限法的技巧选择及其对拉格朗日解析函数论的评价，在某种程度上为19世纪初数学分析的改革奠定了基础。
卡诺对射影几何学有重要的贡献。他在这方面的著作有：《关于几何图形的相互关系》（1801年）、《位置几何学》（1803年）、《横截面理论的研究》（1806年）等。他对梅涅劳斯定理进行了概括，特别在其《横截面理论的研究》一文中，分析研究了四点的交比和四直线的交比，及其在射影和横截面情况下的不变性。与此同时，他还引入了“完全四边形”的术语。
此外，卡诺在应用数学和筑城学方面也有研究和著作。

## 著名後代
- 長子尼古拉·卡諾為熱力學之父及熱機理論之建構者。（見卡諾循環）
- 次子伊波利特·卡諾，為法國政治家。
- 孫子瑪利·卡諾（伊波利特·卡諾之子）為法蘭西第三共和國的第四任總統。